# الدعم الإسرائيلي لحماس
يشير الدعم الإسرائيلي لحماس إلى التدخل المباشر من قبل السلطات الإسرائيلية من فترات مختلفة في صعود وتمكين حركة حماس.

## التاريخ

### الأصول
تعود تأكيدات الدعم الإسرائيلي لحماس إلى أواخر السبعينيات وأوائل الثمانينيات، وهي الفترة التي شهدت اضطرابات سياسية كبيرة في الشرق الأوسط، وقد اعترف مسؤولون إسرائيليون سابقون علانية بدور إسرائيل في توفير التمويل والمساعدة لحماس كوسيلة لتقويض الفصائل الفلسطينية العلمانية مثل منظمة التحرير الفلسطينية . وقد اعترف العميد إسحاق سيجيف، الذي شغل منصب الحاكم العسكري الإسرائيلي في غزة خلال أوائل الثمانينيات، بتقديم مساعدات مالية إلى المجمع الإسلامي، سلف حركة حماس، بناء على تعليمات السلطات الإسرائيلية.
ساهمت إسرائيل في بناء أجزاء من شبكة المساجد والأندية والمدارس التي أنشأها مؤسس الحركة أحمد ياسين في غزة، فضلاً عن توسيع هذه المؤسسات.

### السياسة
خلال زيارة رئيس الوزراء التركي مسعود يلماز والنائب التركي فيزي إيشباشاران [التركية] إلى إسرائيل، تم الكشف عن أن نتنياهو اقترح على تركيا دعم حماس، وقال نتنياهو "حماس لديها أيضا حسابات مصرفية للمساعدات في البنوك، ونحن نساعدهم أيضا، وأنتم [تركيا] يمكنكم المساعدة أيضا".

### دعم إسرائيلي لإرسال قطر ملايين الدولارات إلى غزة
بدأت قطر بإرسال الأموال إلى قطاع غزة بشكل شهري في عام 2018، وتم نقل حقائب مليئة بالنقود بقيمة 15 مليون دولار إلى غزة من قبل القطريين عبر الأراضي الإسرائيلية، وبدأت المدفوعات بسبب القرار الذي اتخذته السلطة الفلسطينية التي تدير الضفة الغربية المحتلة والمنافسة لحماس في عام 2017 بخفض رواتب الموظفين الحكوميين في غزة. اعترضت السلطة الفلسطينية في ذلك الوقت على الأموال، التي قالت حماس إنها كانت مخصصة لدفع الرواتب الطبية والحكومية، ووافقت الحكومة الإسرائيلية في أغسطس 2018 على الاتفاق.
دافع رئيس الوزراء الإسرائيلي بنيامين نتنياهو عن السماح بنقل ملايين الدولارات إلى قطاع غزة الذي تسيطر عليه حركة حماس على الرغم من الانتقادات من داخل حكومته، بما في ذلك وزير التعليم نفتالي بينيت. سجل نتنياهو نفيه للادعاءات بأنه سهّل تمويل حماس من أجل خلق حالة "فرق تسد"، بعد الهجوم الذي قادته حماس على إسرائيل عام 2023، وقال أيضًا أنه قام بتحويل الأموال لتجنب "الانهيار الإنساني" في غزة. يعتقد مسؤولون في الاستخبارات الإسرائيلية أن الأموال لعبت دوراً في نجاح الهجوم الذي قادته حماس في عام 2023.

### تصاريح العمل الممنوحة من قبل إسرائيل
شارك مسؤولون من حماس في المحادثات بشأن زيادة عدد تصاريح العمل التي تصدرها إسرائيل للعمال في غزة، وقد أدى هذا إلى استمرار تدفق الأموال إلى غزة.

## وجهات نظر وردود
في مقابلة مع بوليتيكو في عام 2023، قال رئيس الوزراء الإسرائيلي السابق إيهود أولمرت أن "إسرائيل بذلت قصارى جهدها على مدار السنوات الخمس عشرة الماضية لتقليص مكانة السلطة الفلسطينية وتعزيز حماس". وتابع قائلاً: "كانت غزة على وشك الانهيار لأنهم لم يكن لديهم موارد، ولم يكن لديهم أموال، ورفضت السلطة الفلسطينية إعطاء حماس أي أموالن فأنقذهم نتنياهو وأبرم صفقة مع قطر وبدأوا في نقل ملايين وملايين الدولارات إلى غزة". وفي مؤتمر لحزب الليكود في عام 2019، قال بنيامين نتنياهو:
رد رئيس الوزراء نتنياهو على الاتهامات بتمويل حماس وتعزيز قوتها ووصفها بأنها "سخيفة".
ذكرت وكالة رويترز في 19 يناير 2024 أن جوزيب بوريل، مسئول السياسة الخارجية بالاتحاد الأوروبي، قال أثناء حصوله على الدكتوراه الفخرية من جامعة بلد الوليد أن "إسرائيل مولت إنشاء جماعة حماس الفلسطينية المسلحة، في تناقض علني مع رئيس الوزراء بنيامين نتنياهو الذي نفى مثل هذه المزاعم". وأضافت أن "بوريل أضاف أن الحل السلمي الوحيد يتضمن إنشاء دولة فلسطينية. وقال: "نعتقد أن حل الدولتين المفروض من الخارج فقط من شأنه أن يجلب السلام على الرغم من إصرار إسرائيل على الجانب السلبي"، ووصف بوريل إسرائيل أيضًا بأنها "خلقت حماس"، لكنه واصل على الفور قائلاً: "نعم، تم تمويل حماس من قبل إسرائيل لإضعاف السلطة الفلسطينية".

### أداة للانسحاب من محادثات السلام
يعتقد شلومو بروم ، الجنرال المتقاعد ونائب مستشار الأمن القومي الإسرائيلي السابق، أن حماس القوية تساعد رئيس الوزراء الإسرائيلي نتنياهو على تجنب المفاوضات بشأن الدولة الفلسطينية، مما يشير إلى عدم وجود شريك قابل للتطبيق لمحادثات السلام، ووصف بتسلئيل سموتريتش، النائب اليميني المتطرف ووزير المالية في حكومة نتنياهو، السلطة الفلسطينية بأنها "عبء" وحماس بأنها "أصل".
وقد اعترف البروفيسور أفنير كوهين، وهو مسؤول سابق في الشؤون الدينية الإسرائيلية، علناً بأن حماس هي "صناعة إسرائيل"، وقد أدلى ياسر عرفات بتصريحات مماثلة.